# Buddha's Family 2: Desde la prisión
Buddha's Family 2: Desde la prisión es el segundo álbum de Buddha's Family lanzado en 2005. Contó con la participación de Don Omar, Tempo, Zion & Lennox, Arcángel & De la Ghetto, Cosculluela, Ivy Queen, y muchos más.
El álbum fue gestado por el arresto de Tempo y el productor discográfico Buda en junio de 2004, con las regalías destinadas para los gastos legales del rapero y su familia, lo cual fue desmentido por Tempo. El productor Buda falleció el 31 de enero de 2007, mientras que Tempo cumplió su sentencia en 2013.

## Lista de canciones

### CD 1: Reguetón
| N.º | Título                                       | Duración |  |
| 1.  | «Intro» (Tempo y Don Omar)                   | 1:33     |  |
| 2.  | «Me dirijo a ella» (Zion & Lennox)           | 3:17     |  |
| 3.  | «Hoy yo voy por ti» (Getto)                  | 3:17     |  |
| 4.  | «Castigo» (Gastam)                           | 3:22     |  |
| 5.  | «Pérdida total» (Kenny & Eric)               | 3:01     |  |
| 6.  | «Pelotera» (MC Ceja)                         | 3:02     |  |
| 7.  | «Me trancaron» (Divino)                      | 2:52     |  |
| 8.  | «Yo vivo en guerra» (Don Omar con Tempo)     | 2:25     |  |
| 9.  | «Volviéndote loca» (Gastam y Chris)          | 3:03     |  |
| 10. | «Hoy te vi» (Rakim & Ken-Y)                  | 3:49     |  |
| 11. | «El cantazo» (Trébol Clan)                   | 4:02     |  |
| 12. | «A galope» (Reta y Jan-K)                    | 2:55     |  |
| 13. | «Brusca» (Wibal & Alex)                      | 3:01     |  |
| 14. | «A lo gánster» (Edwal)                       | 3:12     |  |
| 15. | «Ven mami» (Getto y Moreno)                  | 3:29     |  |
| 16. | «Party de gangsters» (Papo Maximan y J-King) | 2:52     |  |
| 17. | «Muñeca» (Virus & Shorty)                    | 2:50     |  |
| 18. | «Dinamita» (JQ)                              | 3:29     |  |
| 19. | «Sóplamela (Outro)» (Molusko)                | 3:42     |  |

### CD 2: Hip-Hop
| N.º | Título                                                             | Duración |  |
| 1.  | «Intro» (Ivy Queen, Gallego, MC Ceja, Getto & Gastam, Cosculluela) | 3:47     |  |
| 2.  | «No problemas» (Getto & Gastam)                                    | 3:52     |  |
| 3.  | «Conflicto» (MC Ceja)                                              | 3:08     |  |
| 4.  | «Ando con mi corillo» (Ivy Queen)                                  | 2:49     |  |
| 5.  | «Vivo en guerra» (Don Omar con Tempo)                              | 3:10     |  |
| 6.  | «Rap vs. Federales» (MC Ceja y Gastam)                             | 2:27     |  |
| 7.  | «Si quieren guerra» (Héctor el Father y Naldo)                     | 4:21     |  |
| 8.  | «Te va a ir mal» (Cosculluela y Getto)                             | 4:09     |  |
| 9.  | «Como yo ninguno» (Baby Rasta)                                     | 4:05     |  |
| 10. | «No me sorprende» (Zeta)                                           | 3:11     |  |
| 11. | «Hoy voy por ti» (Getto & Gastam)                                  | 3:47     |  |
| 12. | «We Don't Stop» (Kenny)                                            | 3:29     |  |
| 13. | «Los Cangri y Buddha's Family» (Tommy Viera)                       | 2:24     |  |
| 14. | «Dando de que hablar» (Varón)                                      | 3:18     |  |
| 15. | «No Respect» (Cuban Link y MC Ceja)                                | 3:35     |  |
| 16. | «Policías envidiosos» (Arcángel & De la Ghetto)                    | 4:01     |  |
| 17. | «Narcoampón (Remix)» (Tempo y Getto)                               | 2:45     |  |
| 18. | «Malcriao» (Ro-K)                                                  | 3:33     |  |

## Posicionamiento en listas
| Listas (2006)                           | Mejor posición |
| --------------------------------------- | -------------- |
| Estados Unidos (Latin Rhythm Albums)    | 6              |
| Estados Unidos (Top Latin Albums)       | 12             |
| Estados Unidos (Top Compilation Albums) | 19             |